# Damernas lagmångkamp i gymnastik vid olympiska sommarspelen 1972
Damernas lagmångkamp i gymnastik vid olympiska sommarspelen 1972 avgjordes den 27-28 augusti i Olympiahalle, München.

## Medaljörer
| Gren                 | Guld | Silver                                                                                                  | Brons                                                                                       |
| Damernas lagmångkamp | Sovjetunionen Ljubov Burda Olga Korbut Antonina Kosjel Tamara Lazakovitj Elvira Saadi Ljudmilla Turisjtjeva | Östtyskland Irene Abel Angelika Hellmann Karin Janz Richarda Schmeisser Christine Schmitt Erika Zuchold | Ungern Ilona Bekesi Monika Csaszar Marta Kelemen Aniko Kery Krisztina Medveczky Zsuzsa Nagy |

## Resultat
| Placering | Lag             | Totalt  |
| --------- | --------------- | ------- |
|           | Sovjetunionen   | 380,050 |
|           | Östtyskland     | 376,550 |
|           | Ungern          | 368,250 |
| 4         | USA             | 365,900 |
| 5         | Tjeckoslovakien | 365,000 |
| 6         | Rumänien        | 360,700 |
| 7         | Japan           | 359,750 |
| 8         | Västtyskland    | 357,950 |
| 9         | Nederländerna   | 353,500 |
| 10        | Polen           | 350,900 |
| 11        | Kanada          | 350,250 |
| 12        | Italien         | 349,800 |
| 13        | Schweiz         | 348,300 |
| 14        | Norge           | 346,800 |
| 15        | Frankrike       | 346,200 |
| 16        | Bulgarien       | 346,050 |
| 17        | Jugoslavien     | 339,550 |
| 18        | Storbritannien  | 333,950 |
| 19        | Mexiko          | 333,900 |